# Barbara Bloom
Barbara Bloom (* 11. Juli 1951 in Los Angeles) ist eine US-amerikanische Künstlerin. Ihre Werke sind hauptsächlich der postmodernen Konzeptkunst zuzuordnen.

## Leben
Barbara Bloom wurde 1951 in Los Angeles geboren. Von 1968 bis 1969 studierte sie am Bennington College und 1972 am California Institute of the Arts, das sie mit dem Bachelor of Fine Arts abschloss. Dort lernte sie auch den Künstler John Baldessari kennen.
Später lebte Bloom einige Jahre in Amsterdam und Berlin. Anfangs finanzierte sie sich unter anderem durch ein DAAD-Stipendium, das sie 1986 erhielt.
Ihr künstlerisches Schaffen fand bald durch erste Ausstellungen seinen Weg an die Öffentlichkeit und ihr Bekanntheitsgrad wuchs stetig. Sie hatte regelmäßig Einzelausstellungen in New York und Berlin. Weitere Stipendien und Auszeichnungen folgten, beispielsweise der Due Mille Preis auf der Biennale Venedig und der Artist in Residence Award vom Wexner Center for the Arts in Ohio.
In den 90er Jahren gab Bloom häufig Gastvorlesungen an verschiedenen Universitäten, sowohl in den USA – zum Beispiel in Yale, Harvard und der School of Visual Arts – als auch an europäischen Instituten wie der Universität der Künste Berlin und der Rijksakademie in Amsterdam. 2005 bis 2006 unterrichtete Bloom an der ICP-Bard Graduate School.
1995 wurde Bloom bei einem Fenstersturz schwer verletzt, was sie mehrere Jahre beeinträchtigte und ihren Blick auf das Leben und den Tod und damit auch ihr Werk beeinflusste.
2008 veröffentlichte sie das Buch The Collections of Barbara Bloom als eine Art vorweggenommenen Nachlass ihres Schaffens. Titel und Inhalt korrespondieren mit der gleichnamigen Ausstellung, die im gleichen Jahr in Berlin und New York stattfand und einen Überblick über ihr bisheriges Lebenswerk bot.
Heute wird Bloom zu den bedeutendsten Vertretern der Postmoderne gezählt. Ihre Werke wurden unter anderem im Museum of Modern Art in New York, im Museum of Contemporary Art in Los Angeles, im MAK in Wien und in der Serpentine Gallery in London ausgestellt.
Zurzeit lebt und arbeitet Barbara Bloom in New York City.

## Werk
Zu Blooms Werken gehören hauptsächlich Installationen, aber auch Fotografien. Häufig werden Fotos und andere Medien mit Möbeln und ähnlichen Objekten kombiniert.
Viele ihrer Installationen bestehen aus mehr als nur einem Objekt. In der Regel stellt sie Collections zusammen, deren Einzelobjekte in einer bestimmten Beziehung zueinander und zu dem Ausstellungsraum stehen. Dabei kombiniert sie – oft auf überraschende Weise – selbst hergestellte mit gefundenen oder gekauften Elementen. Die Anordnung und Auswahl der Objekte verändert Bloom gelegentlich, so dass jede Ausstellung dem Betrachter neue Anregungen bringt. Dabei setzt sie bevorzugt das Moment der Schönheit ein, um ihn zu fesseln, Themen wie Vergänglichkeit und Tod werden eher unterschwellig vermittelt.
Beispiele für ihre Exponate sind ein Teppich mit Fußspuren, die in einem Tanzvideo oder einer Fotografie wieder auftauchen, ein Playboy-Magazin in Blindenschrift, ein Polsterstuhl, auf dessen Stoff eine Röntgenaufnahme ihrer Zähne zu sehen ist und ein pornografisches Bild, das auf ein Reiskorn gedruckt wurde.
Manche ihrer Werke nehmen auf andere Künstler Bezug, beispielsweise eine vollständige Sammlung der Schriften des von ihr verehrten Vladimir Nabokov, zu denen Bloom neue Cover gestaltet hat oder eine Zusammenstellung von Briefmarken, auf denen Arbeiten zeitgenössischer Künstler gezeigt werden.

## Ausstellungen (Auswahl)
- 1989: Forest Of Signs - Art in the Crisis of Representation, Museum of Contemporary Art, Los Angeles
- 1990: Barbara Bloom: The Tip of the Iceberg, Galerie Isabella Czarnowska, Berlin
- 1995: 4. Istanbul Biennial, Biennale Istanbul
- 1999: Moving Images., Galerie für Zeitgenössische Kunst, Leipzig
- 1999: The Museum as Muse.: The Reign of Narcissism, Museum of Modern Art, New York
- 2000: Dinge in der Kunst des XX. Jahrhunderts, Haus der Kunst, München
- 2002: Barbara Bloom, Galerie Six Friedrich - Lisa Ungar, München
- 2003: A Clear Vision, Deichtorhallen, Hamburg
- 2004: Place for the Self / Amnon Barzel apexart, New York
- 2005: Long Playing Barbara, Krakow Gallery, Boston
- 2007: D'Ombra / The shadow, MAN Nuoro
- 2008: The Collections of Barbara Bloom, International Center of Photography, New York
- 2008: The Collections of Barbara Bloom, Martin-Gropius-Bau, Berlin
- 2009: The Pictures Generation, 1974–1984, Metropolitan Museum of Art, New York
- 2010: Barbara Bloom - Present,  Galerie Gisela Capitain, Köln
- 2011: ATLAS. How to Carry the World on One´s Back?, ZKM, Karlsruhe
- 2015: Barbara Bloom: Framing Wall, Museum of Modern Art, New York
- 2018: Décor: Barbara Bloom, Andrea Fraser, Louise Lawler, Museum of Contemporary Art, Los Angeles

## Stipendien und Auszeichnungen
- 1986: DAAD-Stipendium
- 1988: Due Mille Preis (Biennale Venedig)
- 1989: The Louis Comfort Tiffany Foundation Award
- 1991: The Frederick Weisman Foundation Award
- 1997: Artist in Residence Award (Wexner Center for the Arts, Columbus, Ohio)
- 1998: Guggenheim-Stipendium
- 2007: Stipendium des Getty Research Institute
- 2008: AIGA design award (für ihr Buch The Collections of Barbara Bloom)

## Publikationen
- Ghost Writer/Und wenn sie nicht gestorben sind... Passagen Verlag, Wien 1994, ISBN 978-3-85165-093-8.